# Eugène Baudouin (peintre)
Pour les articles homonymes, voir Eugène Baudouin (homonymie) et Baudouin.
Eugène Baudouin, né le 6 janvier 1842 à Montpellier et mort le 4 janvier 1893 à Paris, est un peintre et graveur français.

## Biographie
Eugène Baudouin est un peintre de paysage impressionniste, graveur et illustrateur.
Eugène Baudouin est élève de Jean-Léon Gérôme, Auguste-Barthélemy Glaize, Léopold Flameng, François-Louis Français, Eugène Devéria et Adrien Didier. Il expose régulièrement au Salon de Paris jusqu'à sa mort en 1893. Ses paysages sont construits selon des lignes schématiques et sur une succession de niveaux afin de donner l'impression d'un panorama.
En 1889, il participe à l'Exposition universelle de Paris de 1889.
Au Salon de Paris de 1882, un buste de Baudouin est exposé par Joseph Osbach.

## Famille
En 1878, Eugène Baudouin épouse Léonie Parfait (1850-1910), fille de Noël Parfait, député d'Eure-et-Loir. Ils partagent la même sépulture au cimetière du Père-Lachaise de Paris, division 55.

## Œuvres

### Peintures

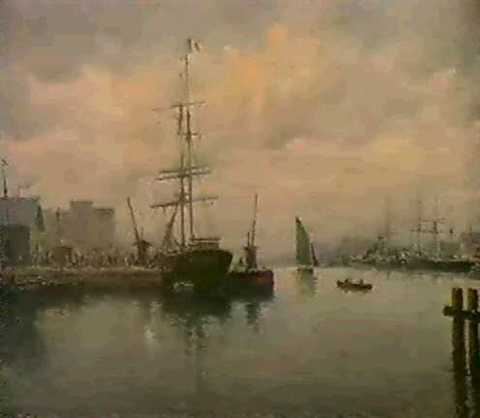
Le port de Bordeaux, vers 1870.
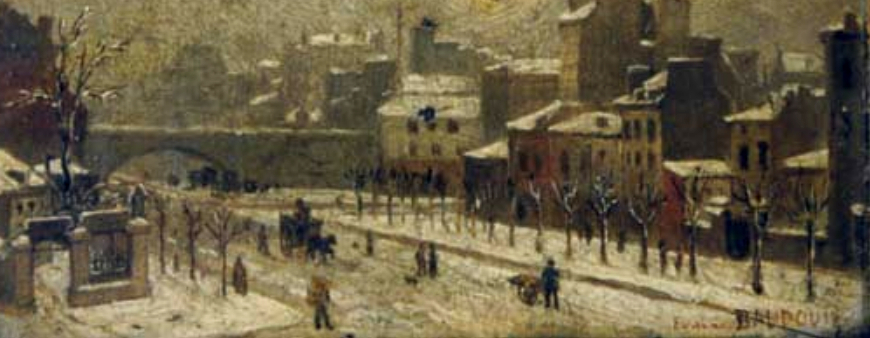
Scène de rue parisienne, vers 1870.
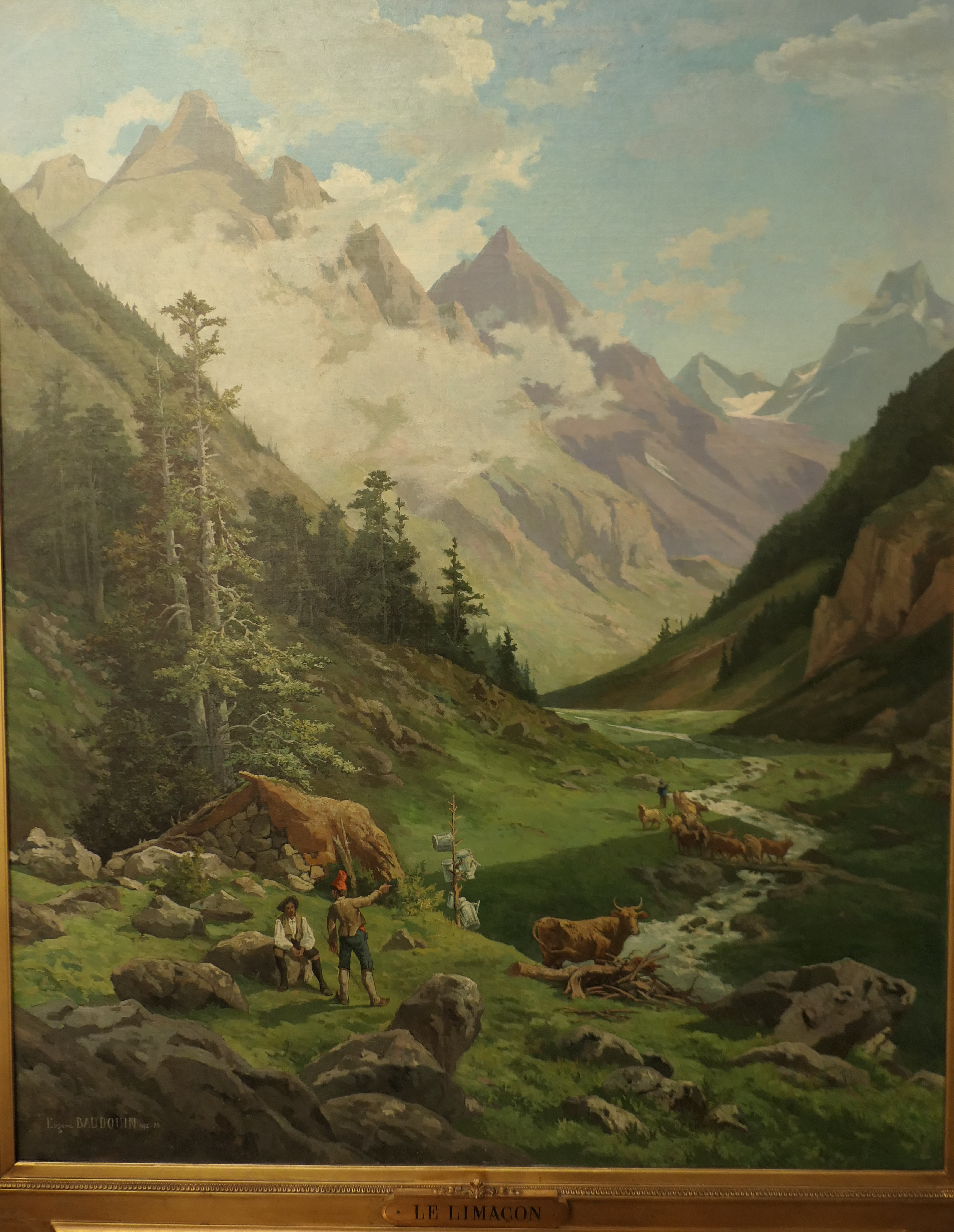
Le Limaçon, 1872-1873.
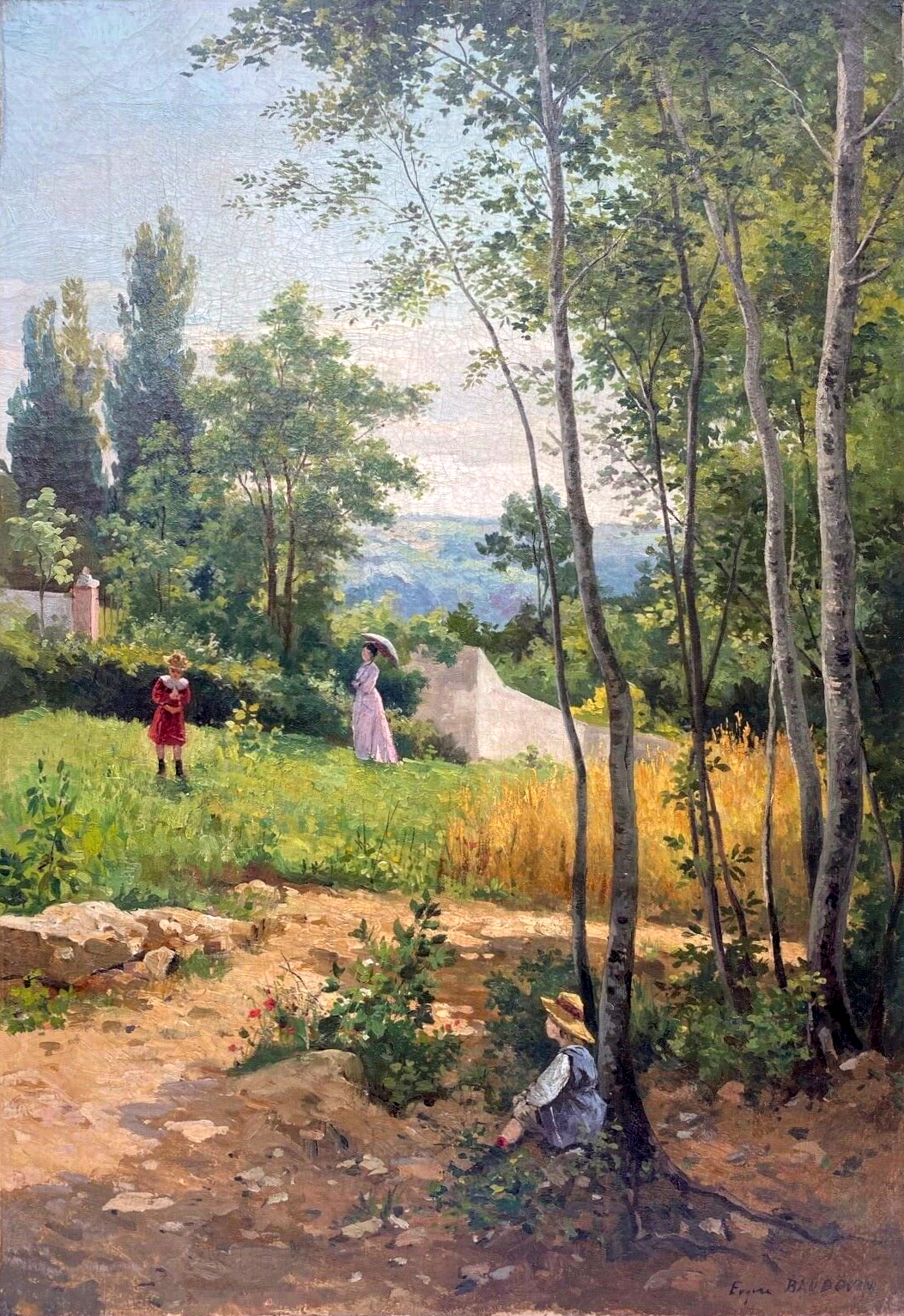
Femme à l'ombrelle et enfants, vers 1873.
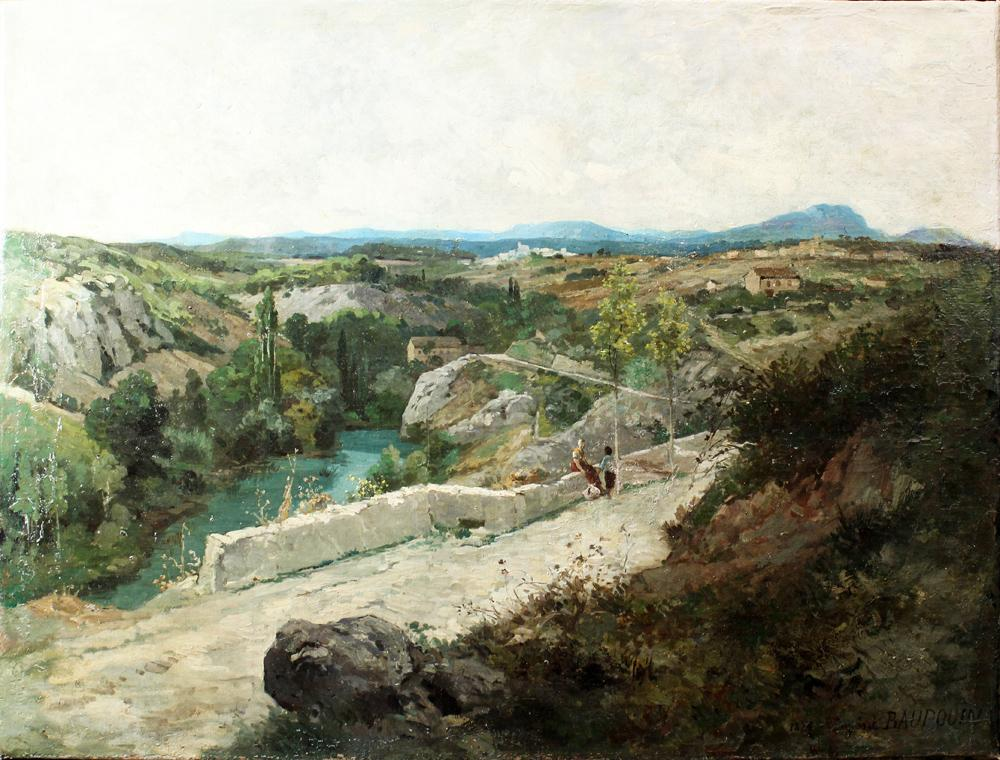
Figures dans un paysage, 1876.
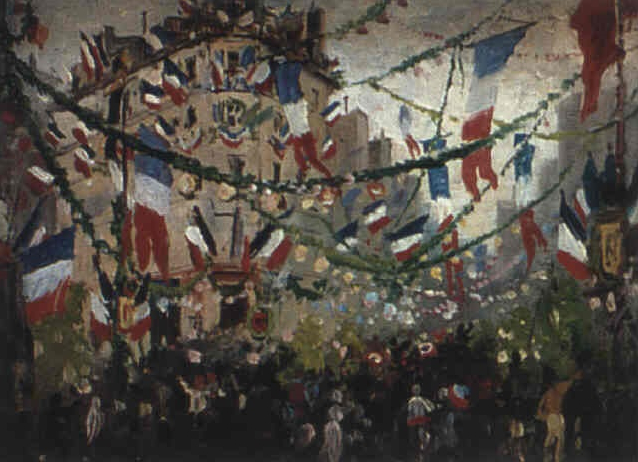
Rue de Rennes 30 juin 1878, 1878.
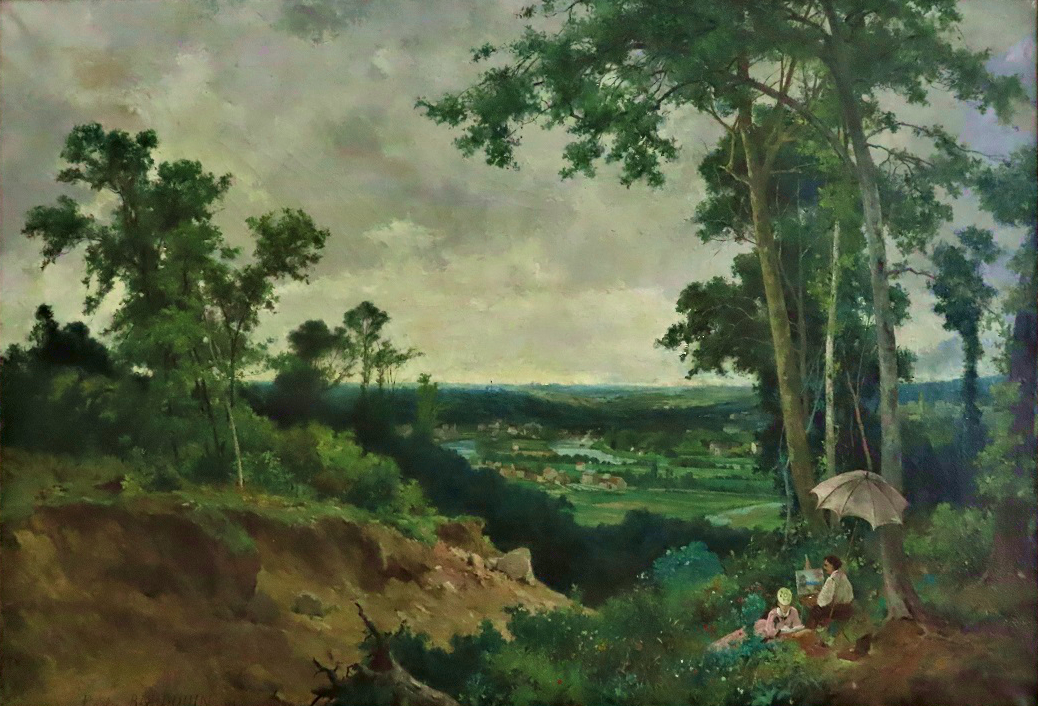
Paysage, 1878, musée des Beaux-Arts et d'Histoire naturelle de Châteaudun.
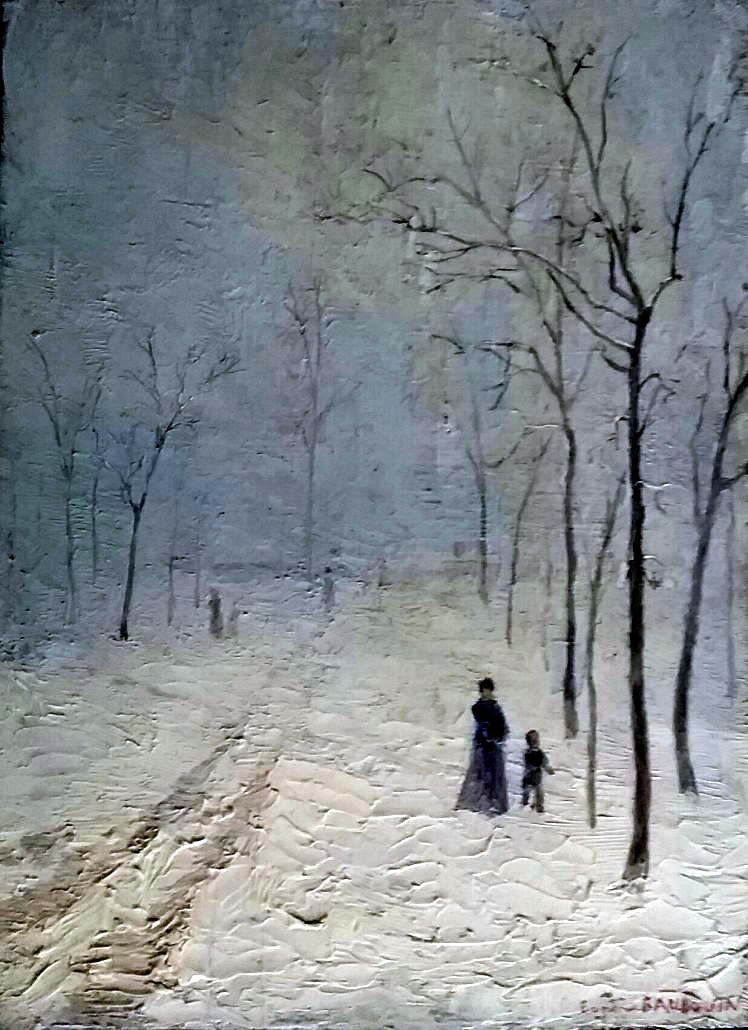
Promenade dans la neige, vers 1870-1880.
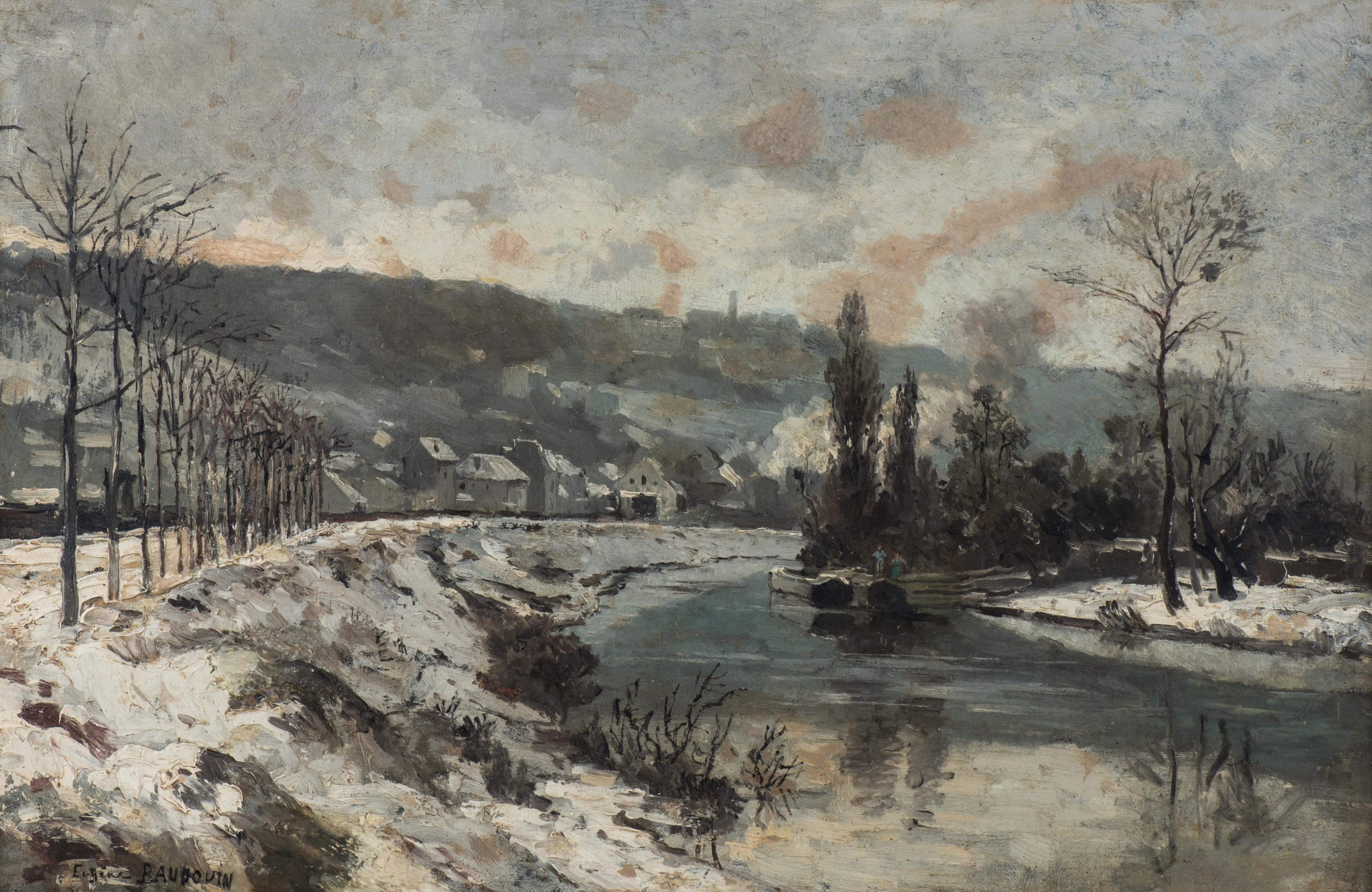
Paysage hivernal à la rivière, vers 1880.

Ses œuvres sont commentées dans Société archéologique, scientifique et littéraire de Béziers... et apparaissent dans le catalogue d'exposition de La Cigalle (1880).

### Gravures

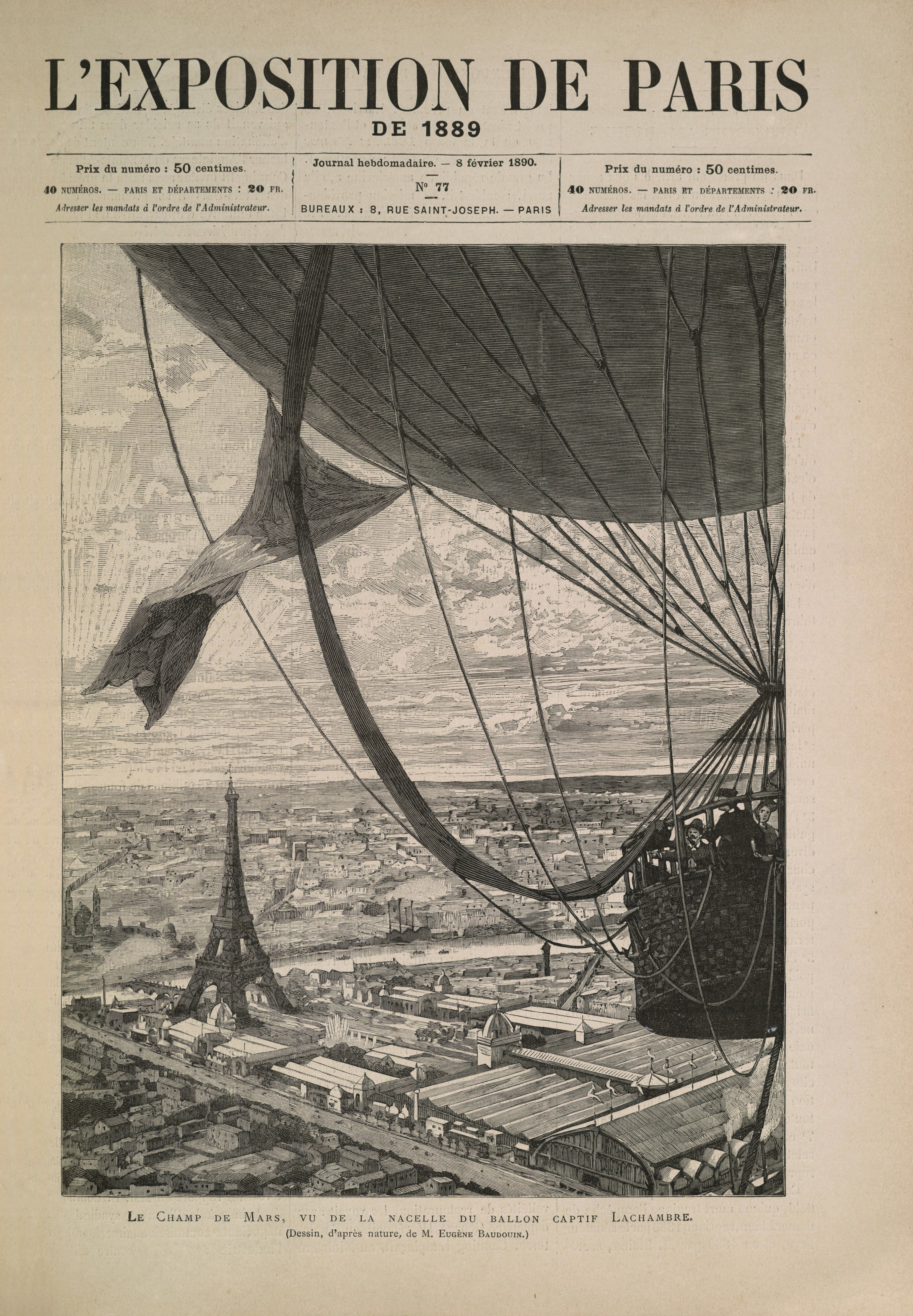
Le champ-de-Mars, vu de la nacelle du ballon captif Lachambre (1890).

Eugène Baudouin a illustré de nombreuses publications, parmi lesquelles Le Livre d'or de Victor Hugo et L'Univers illustré : journal hebdomadaire.